# Rally Príncipe de Asturias de 2013
El Rally Príncipe de Asturias de 2013 fue la edición 50.ª y la sexta ronda del temporada 2013 del Campeonato de España de Rally. Se celebró del 14 al 15 de septiembre y contó con un itinerario de once tramos que sumaban un total de 196 km cronometrados.

## Itinerario y resultados
| Día   | Tramo | Nombre                   | Hora  | Distancia | Ganador        | Tiempo  | Veloc. media | Líder rally |
| ----- | ----- | ------------------------ | ----- | --------- | -------------- | ------- | ------------ | ----------- |
| Día 1 | SS1   | Autocenter Principado 1  | 12:24 | 11,03 km  | Luis Monzón    | 6:53.7  | 96.0 km/h    | Luis Monzón |
| Día 1 | SS2   | Baccara 1                | 13:50 | 29,30 km  | Luca Betti     | 18:15.9 | 96.2 km/h    | Luis Monzón |
| Día 1 | SS3   | Vino de Cangas 1         | 14:55 | 14,32 km  | Luis Monzón    | 8:23.5  | 102.4 km/h   | Luis Monzón |
| Día 1 | SS4   | Baccara 2                | 16:58 | 29,30 km  | Luis Monzón    | 17:31.0 | 100.4 km/h   | Luis Monzón |
| Día 1 | SS5   | Autocenter Principado 2  | 17:49 | 11,03 km  | Luis Monzón    | 6:51.0  | 96.6 km/h    | Luis Monzón |
| Día 1 | SS6   | Vino de Cangas 2         | 18:40 | 14,32 km  | Sergio Vallejo | 8:29.8  | 101.1 km/h   | Luis Monzón |
| Día 1 | SS7   | Real Oviedo 1            | 20:26 | 26,75 km  | Alejandro Pais | 18:14.7 | 88.0 km/h    | Luis Monzón |
| Día 2 | SS8   | Viajes El Corte Inglés 1 | 08:00 | 19,65 km  | Luis Monzón    | 12:43.6 | 92.6 km/h    | Luis Monzón |
| Día 2 | SS9   | Michelin 1               | 08:48 | 10,73 km  | Luis Monzón    | 7:16.4  | 88.5 km/h    | Luis Monzón |
| Día 2 | SS10  | Viajes El Corte Inglés 2 | 10:45 | 19,65 km  | Sergio Vallejo | 12:14.6 | 96.3 km/h    | Luis Monzón |
| Día 2 | SS11  | Michelin 2               | 11:33 | 10,73 km  | Sergio Vallejo | 7:04.7  | 91.0 km/h    | Luis Monzón |

## Clasificación final
| Pos. | Piloto              | Copiloto             | Automóvil            | Tiempo    | Diferencia |
| ---- | ------------------- | -------------------- | -------------------- | --------- | ---------- |
| 1.   | Luis Monzón         | José Carlos Déniz    | Mini Cooper WRC      | 2:04:29.9 | 0.0        |
| 2.   | Sergio Vallejo      | Diego Vallejo        | Porsche 911 GT3      | 2:05:12.4 | +42.5      |
| 3.   | Óscar Palacio       | Agustín Ramos        | Porsche 997 GT3      | 2:06:09.3 | +1:39.4    |
| 4.   | Joan Vinyes         | Jordi Mercader       | Suzuki Swift S1600   | 2:07:22.9 | +2:53.0    |
| 5.   | Gorka Antxustegui   | Alberto Iglesias Pin | Suzuki Swift S1600   | 2:07:38.1 | +3:08.2    |
| 6.   | José Antonio Suárez | Cándido Carrera      | Ford Fiesta R2       | 2:10:03.1 | +5:33.2    |
| 7.   | Alberto Otero       | Alberto Rodríguez    | Renault Twingo RS R2 | 2:13:50.1 | +9:20.2    |
| 8.   | Rantur              | Santiago Vallejo     | Renault Twingo RS R2 | 2:14:00.5 | +9:30.6    |
| 9.   | Roberto Solís       | Enrique Velasco      | Peugeot 208 VTi R2   | 2:14:10.4 | +9:40.5    |
| 10.  | Marco Lorenzo       | Rodolfo del Barrio   | Ford Fiesta R2       | 2:14:49.3 | +10:19.4   |